# Escrita especular

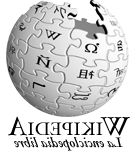
Logotipo da Wikipédia em escrita especular.

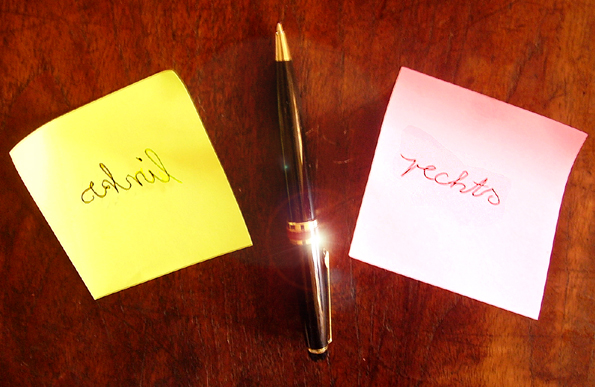
No lado esquerdo está escrita a palavra "esquerda" em alemão (links), em escrita especular.

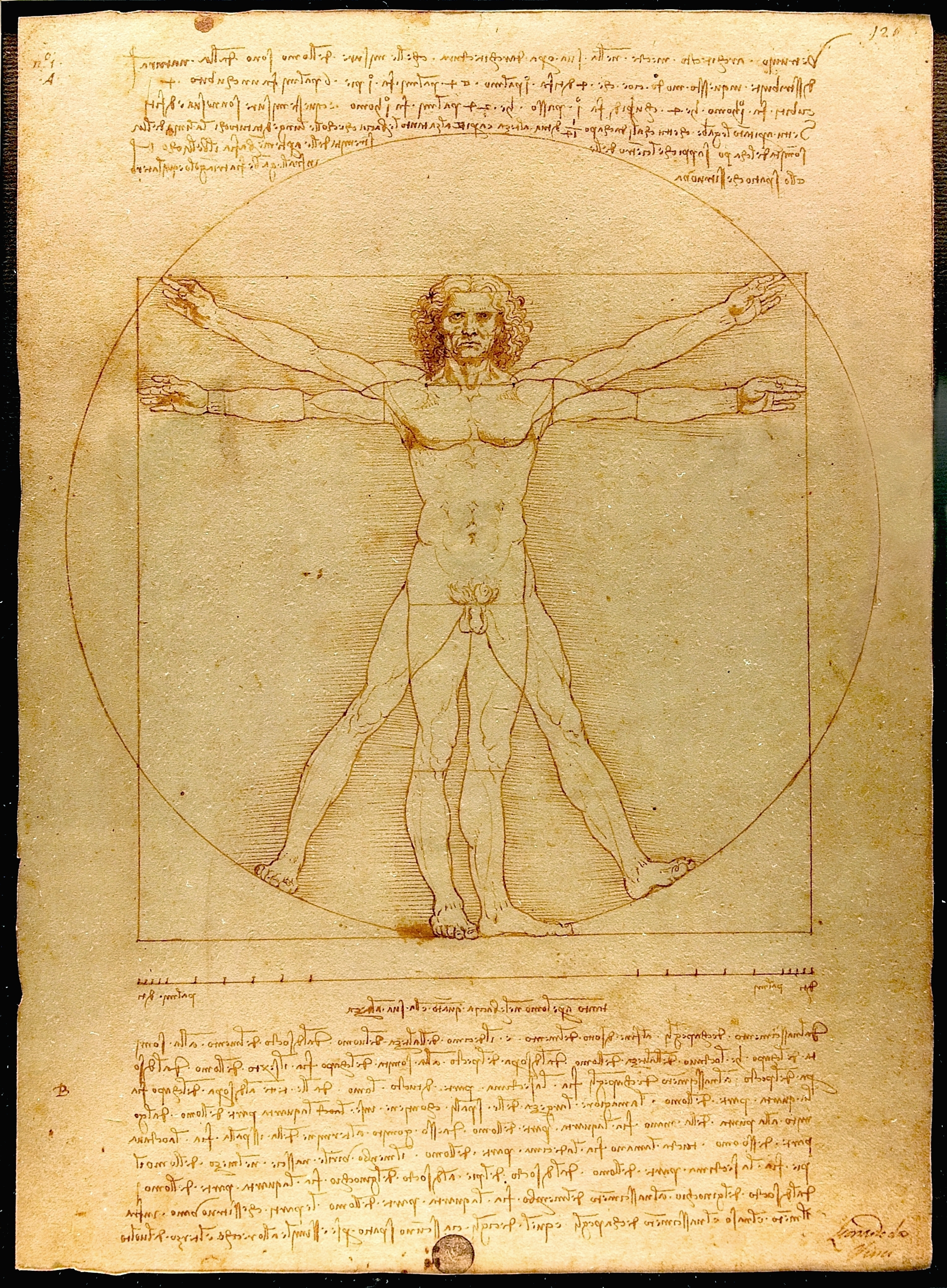
As notas no célebre Homem de Vitrúvio de Leonardo da Vinci estão em escrita especular.

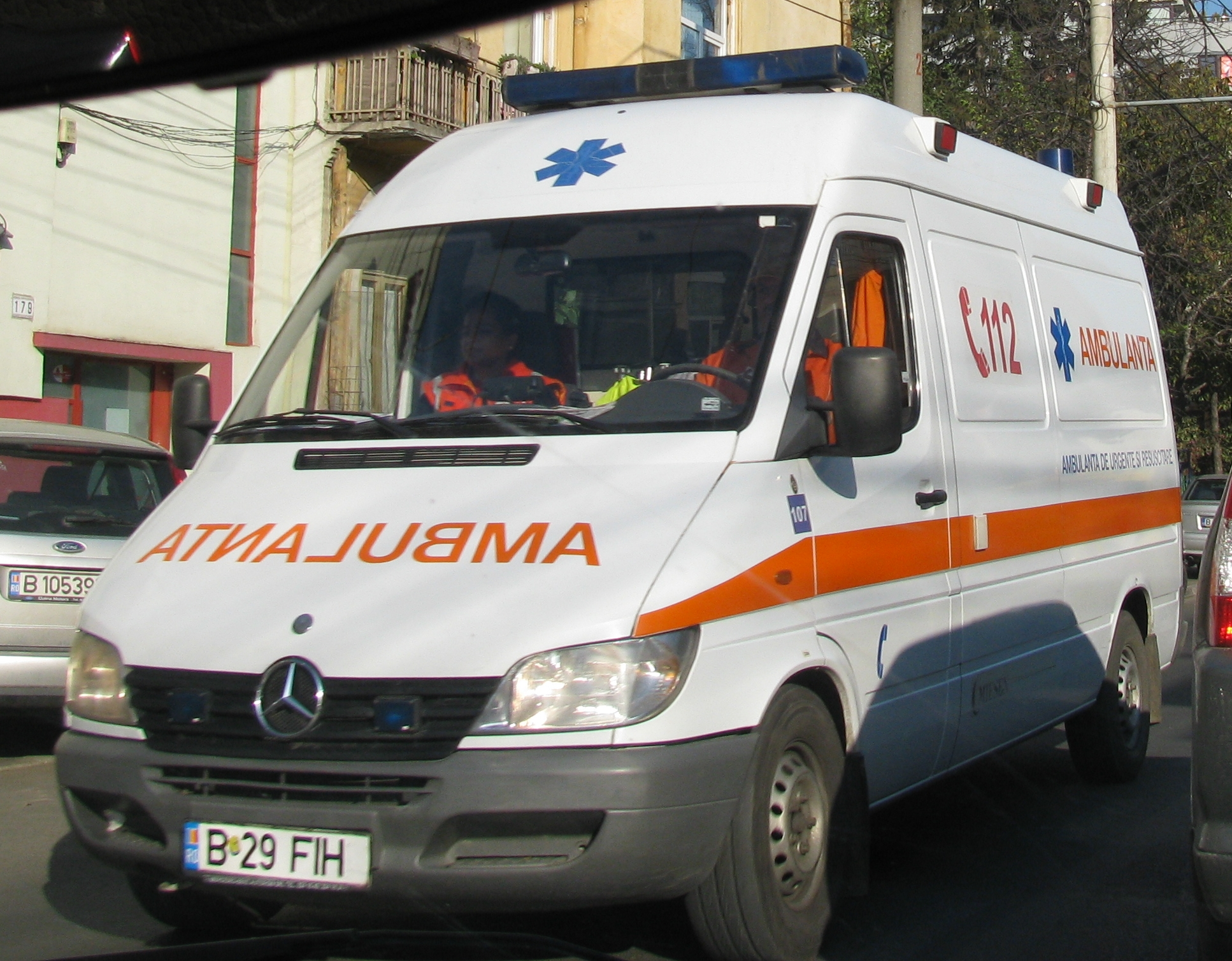
Nesta ambulância romena, observa-se a escrita especular da palavra para "ambulância" em língua romena

A escrita especular ou escrita em espelho (por vezes designada por xenografia, termos gregos para escrita estranha) é uma forma de escrita que se consegue fazer usando um instrumento de escrita sobre papel na direção oposta à que é usada pela maioria dos amanuenses, de tal maneira que o resultado é uma imagem especular da escritura normal ("ao inverso"): aparece normal quando é refletida num espelho. O seu uso mais comum, quando o idioma se escreve da esquerda para a direita, é feito pelos canhotos. Por vezes é utilizada como forma extremamente primitiva de cifra. Hoje em dia o exemplo mas comum de uso é na frente das ambulâncias, onde a palavra "AMBULÂNCIA" está em escrita especular com o intuito de os condutores que se encontrem à sua frente leiam a palavra no sentido normal nos seus espelhos retrovisores.
Um dos mais famosos escritores especulares foi Leonardo da Vinci, pois a maioria das suas anotações pessoais usava este método que combinava com o uso de siglas e abreviaturas para tornar mais difícil a leitura por outras pessoas. Só utilizava a maneira normal de escrita se supusesse que as notas fossem depois lidas por outras pessoas. Leonardo da Vinci era ambidestro, e costumava escrever com a mão esquerda, o que provocava que a tinta manchasse facilmente se escrevesse com o sistema de escrita normal, ou seja, da esquerda para a direita. Também poderá ter querido proteger as suas ideias e evitar que fossem roubadas por outros.[carece de fontes?]
Investigações sobre a capacidade de espelhar a escrita que certas pessoas exibem sugerem que tal é provavelmente herdado e causado por uma organização atípica da linguagem pelo cérebro. Não se sabe que percentagem de pessoas tem esta capacidade, mas certamente é reduzida: um jornal australiano fez uma experiência informal e identificou 10 escritores em espelho entre 65 000 leitores). Cerca de metade dos filhos das pessoas com esta capacidade herdam-na.